# 利希滕瓦尔德
利希滕瓦尔德是德国巴登-符腾堡州的一个市镇。总面积10.80平方公里，总人口2487人，其中男性1222人，女性1265人（2011年12月31日），人口密度230人/平方公里。